# Greenbush (Wisconsin)
Greenbush es un pueblo ubicado en el condado de Sheboygan en el estado estadounidense de Wisconsin. En el Censo de 2010 tenía una población de 1.534 habitantes y una densidad poblacional de 12,5 personas por km².

## Geografía
Greenbush se encuentra ubicado en las coordenadas 43°46′38″N 88°6′5″O / 43.77722, -88.10139. Según la Oficina del Censo de los Estados Unidos, Greenbush tiene una superficie total de 122.72 km², de la cual 121.59 km² corresponden a tierra firme y (0.92%) 1.13 km² es agua.

## Demografía
Según el censo de 2010, había 1.534 personas residiendo en Greenbush. La densidad de población era de 12,5 hab./km². De los 1.534 habitantes, Greenbush estaba compuesto por el 97.65% blancos, el 0% eran afroamericanos, el 0.59% eran amerindios, el 0.65% eran asiáticos, el 0% eran isleños del Pacífico, el 0.39% eran de otras razas y el 0.72% pertenecían a dos o más razas. Del total de la población el 1.37% eran hispanos o latinos de cualquier raza.